# 都丸潤子
都丸 潤子（とまる じゅんこ、1963年6月 - ）は、日本の政治学者・歴史学者。専門は、国際関係論・国際移動論。早稲田大学政治経済学術院教授。

## 略歴
東京大学教養学部教養学科国際関係論分科卒業、同大学院総合文化研究科国際関係論専攻修士課程を経て、1992年、同大学院総合文化研究科国際関係論専攻博士課程単位取得退学。1997年、オックスフォード大学セント・アントニーズ・カレッジ大学院で博士（政治学）の学位を取得。
神戸大学法学部助手（1993年）、同助教授（1993-1994年）、同大学院国際協力研究科助教授（1994-2002年）、上智大学外国語学部助教授（2002-07年）を経て、2007年より現職。

## 著書

### 単著
- The Postwar Rapprochement of Malaya and Japan, 1945-61: the Roles of Britain and Japan in South-East Asia, (Macmillan, 2000). ISBN 978-0312227777   ... 2001年、第17回大平正芳記念賞受賞

### 共編著
- Japanese Diplomacy in the 1950s: from Isolation to Integration, co-edited with Makoto Iokibe, Caroline Rose and John Weste, (Routledge, 2008).

### 訳書
- カミセセ・マラ『パシフィック・ウェイ――フィジー大統領回顧録』（慶應義塾大学出版会, 2000年）

## 論文

### 雑誌論文
- 「多民族化のなかの島々――19世紀末からのフィジーとハワイ」『神戸法学雑誌』43巻1号（1993年）
- 「フィジーにおける先住民、植民統治者、労働移民」『国際政治』109号（1995年）
- 「東南アジアの地域主義形成とイギリス（1941-1965）――東南アジア総弁務官と駐在官会議の役割」『国際法外交雑誌』98巻4号（1999年）
- 「発展途上国における多文化主義」『国際協力論集』7巻2号（1999年）
- 「戦後日本の対マラヤ復交とイギリス――賠償なき関係回復（1945-61年）」『国際政治』124号（2000年）
- 「国際関係論におけるエスニシティ研究序論」『国際協力論集』8巻3号（2001年）
- 「戦後初期イギリスの東南アジア認識（1945-1960）」『歴史学研究』794号（2004年）
- 「脱植民地化過程における多文化統合の試み――英領マラヤでのマルコム・マクドナルドの社会工学」『インターカルチュラル』4号（2006年）
- 「兵庫県インド系住民の震災・復興経験と多文化共生」『国際協力論集』13巻3号（2006年）
- 「戦後日本の東南アジア移民送出計画とイギリス――ヒトの移動からみたアジア復帰過程」『歴史学研究』818号（2006年）
- 「イギリスの対東南アジア文化政策の形成と変容（1942-1960）」『国際政治』146号（2006年）

### 単行本所収論文
- 「『先住民』と移民政策――マレーシアのエスニック関係を例に」加納弘勝・小倉充夫編『国際社会（7）変貌する「第三世界」と国際社会』（東京大学出版会, 2002年）